# Angelo Zimmerman
Angelo Zimmerman est un footballeur antillais néerlandais, né le 19 mars 1984 à Willemstad aux Antilles néerlandaises. Il évolue actuellement dans la troisième division néerlandaise au ONS Sneek comme défenseur.

## Palmarès
Vierge